# (21701) Gabemendoza
(21701) Gabemendoza (1999 RP72) – planetoida z pasa głównego asteroid okrążająca Słońce w ciągu 4,82 lat w średniej odległości 2,85 j.a. Odkryta 7 września 1999 roku.